# 埃尔河畔布赫
埃尔河畔布赫是德国巴伐利亚州的一个市镇。总面积26.73平方公里，总人口3487人，其中男性1727人，女性1760人（2011年12月31日），人口密度130人/平方公里。